# Aspistes helleni
Aspistes helleni är en tvåvingeart som beskrevs av Nina Krivosheina 2000. Aspistes helleni ingår i släktet Aspistes och familjen dyngmyggor.
Artens utbredningsområde är Finland. Inga underarter finns listade i Catalogue of Life.